# James H. Elmsley
James Harold Elmsley CB, CMG, DSO (* 1859; † 1921) war ein kanadischer Generalmajor und führte als Kommandeur die Canadian Siberian Expeditionary Force (C.S.E.F.) (1918–1919). Seine Truppen erreichten am 27. Oktober 1918 den Hafen von Wladiwostok.
Elmsley kommandierte vor diesem Einsatz die kanadische 8. Infanterie-Brigade der Canadian Expeditionary Force (C.E.F.) während der Kämpfe in Frankreich.

## Auszeichnungen
- britischer Bathorden (engl. Order of the Bath)
- britischer Orden vom Heiligen Michael und Georg (engl. Order of St. Michael and St. George)
- britischer Kriegsverdienstorden (engl. Distinguished Service Order)
- japanischer Orden des Heiligen Schatzes (jap. 瑞宝章, Zuihōshō, engl. Order of the Sacred Treasure)